# Neuland Wohnungsgesellschaft

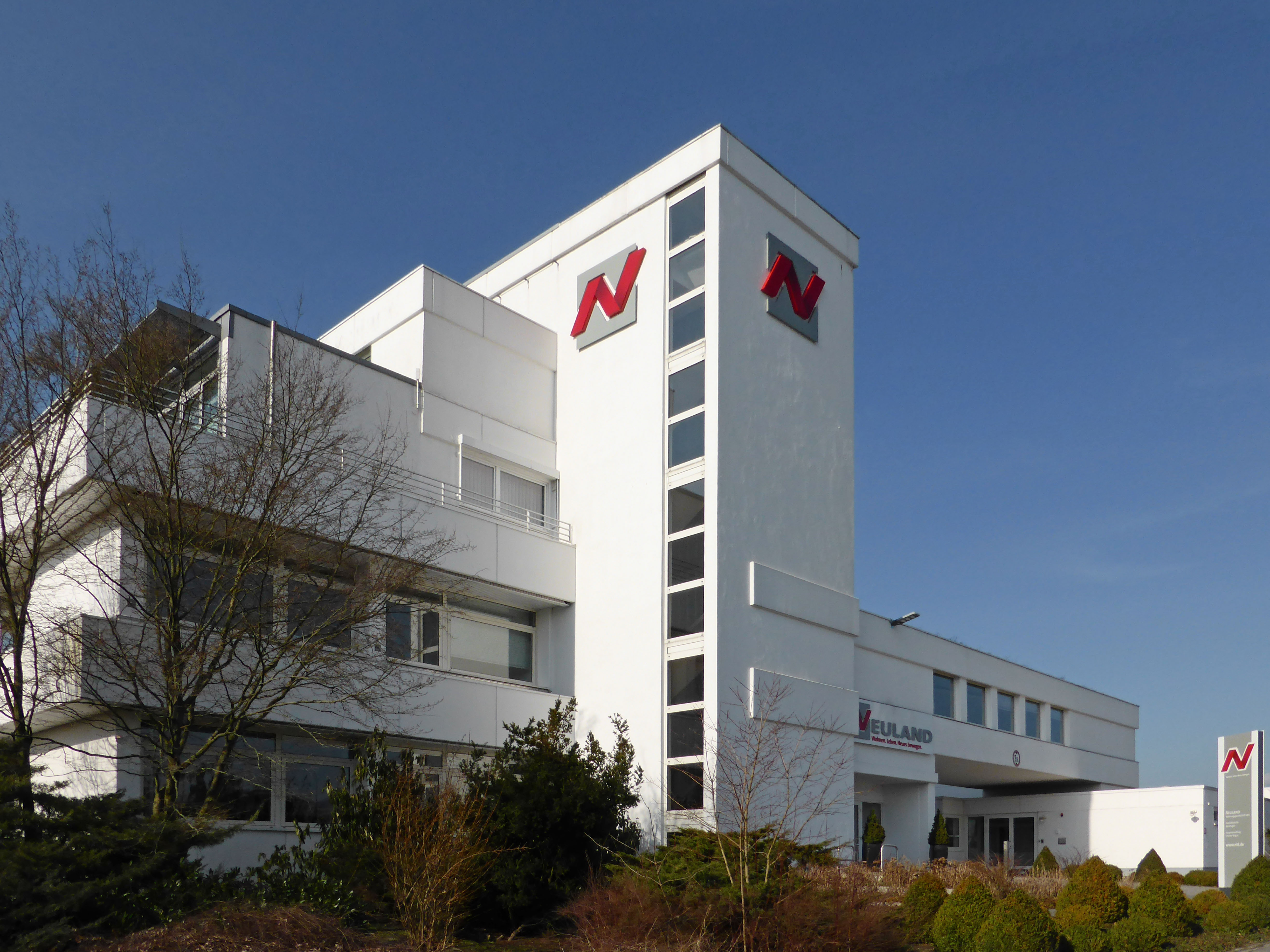
Neuland-Verwaltungsgebäude in Westhagen

Die Neuland Wohnungsgesellschaft mbH ist ein deutsches Wohnungsunternehmen mit Sitz in Wolfsburg. Sie war maßgeblich am Aufbau der Stadt beteiligt.

## Unternehmen
Das Unternehmen gehört zu 60,0 % der Stadt Wolfsburg, zu 34,9 % der stadteigenen Wolfsburger Struktur- und Beteiligungsgesellschaft und zu 5,1 % der Stiftung phæno. Sie beschäftigt über 200 Mitarbeiter, vor allem im kaufmännischen Bereich. Ihr gehören in Wolfsburg rund 11.500 Mietwohnungen, 98 gepachtete Wohnungen und ca. 234 gewerbliche Mieteinheiten mit rund 44.000 Quadratmeter Fläche. Der Sitz des Unternehmens ist im Stadtteil Westhagen. Geschäftsführer sind Hans-Dieter Brand und daneben seit 2021 auch Irina Helm.

## Geschichte
Am 2. November 1938 wurde die Neuland, Gemeinnützige Wohn- und Siedlungsgesellschaft der Deutschen Arbeitsfront in der Stadt des KdF-Wagens in der damaligen Stadt des KdF-Wagens bei Fallersleben gegründet, dem späteren Wolfsburg. Das Stammkapital betrug 1.000.000 Reichsmark. Ziel war der Bau einer Stadt nahe dem im selben Jahr gegründeten Volkswagenwerkes. Erster technischer Geschäftsführer der Neuland war der Architekt Titus Taeschner. Er arbeitete mit Peter Koller zusammen, der als Leiter des Stadtbaubüros der Deutschen Arbeitsfront für den Bau der Stadt verantwortlich war.
Das 1937 geschaffene Gesetz über die Neugestaltung deutscher Städte ermöglichte den Bau der Stadt in dem bisher wenig erschlossenen Gebiet. Eine zunächst beauftragte Wohnungsgesellschaft lehnte den Auftrag zum Bau der neuen Stadt ab, da er ihre Möglichkeiten überstieg, so dass dafür die Neuland gegründet wurde. Erschwerend und kostentreibend waren für die Bautätigkeit der Neuland die Umstände, dass zunächst Baracken für die Unterbringung der Bauarbeiter aufgestellt werden mussten. In dem bis dahin landwirtschaftlich geprägten Gebiet gab es auch keine Handwerksunternehmen, die über ausreichend Kapazitäten für den Stadtaufbau verfügten. So mussten erst Niederlassungen von Bauunternehmen aus anderen Teilen des Deutschen Reiches im Aufbaugebiet der neuen Stadt errichtet werden. Da zu dieser Zeit der Bau des Westwalls begann und dafür fast alle Bauarbeiter dienstverpflichtet wurden, erfolgte der Bau der Neuland-Wohnungen in der ersten Zeit vorwiegend durch italienische Arbeiter.

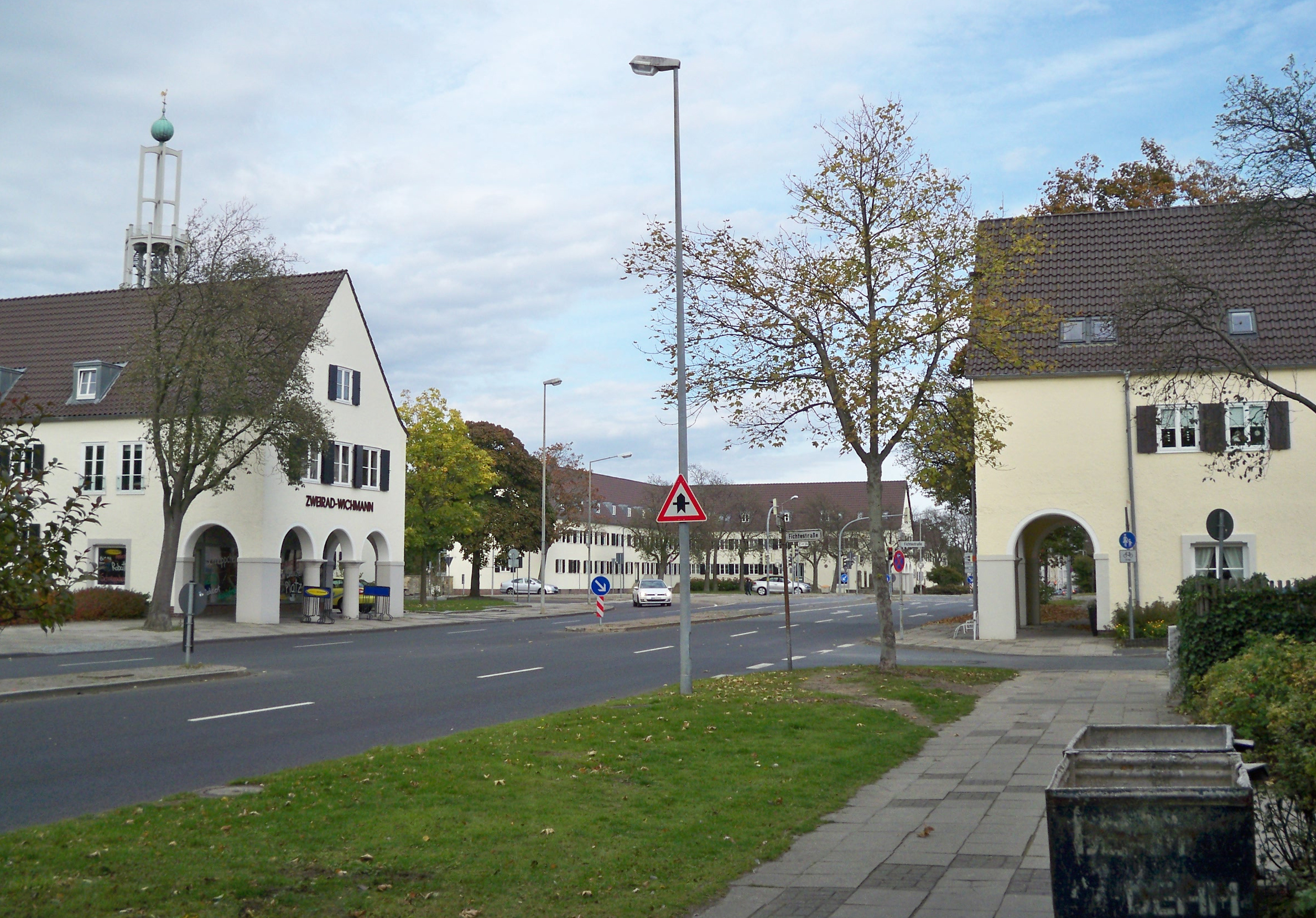
1942 entstandene Häuser an der heutigen Friedrich-Ebert-Straße

Zunächst wurden die Stadtteile Steimker Berg, Schillerteich und Wellekamp errichtet. Die von der Neuland erbauten Wohnungen wurden von Beginn an mit Fernwärme beheizt und waren überwiegend mit einer Badewanne ausgestattet, so dass sie einen für die damalige Zeit hohen Wohnkomfort boten. Drei von der Neuland betriebene Zentralwäschereien, unter anderem am Steimker Berg und an der heutigen Lessingstraße, standen den Mietern zum Waschen ihrer Wäsche zur Verfügung. Das erste von der Neuland erbaute große Einzelbauwerk war das im Sommer 1939 eröffnete Ledigenheim an der Schlieffenstraße (heutige Goethestraße, heute als Wohn- und Pflegeheim genutzt). Ab Herbst 1941 wurden aufgrund des kriegsbedingten Mangels an Arbeitskräften und Baumaterial kaum noch Neubauten begonnen, nur bereits begonnene Bauvorhaben wurden noch fertiggestellt. Bis zum Ende des Zweiten Weltkriegs wurden 2.915 Wohnungen durch die Neuland errichtet.
Ab 1945 stand die Neuland als ehemalige Gesellschaft der Deutschen Arbeitsfront unter Kontrolle der britischen Vermögensverwaltung. Erst 1947 konnte die Bautätigkeit wieder aufgenommen werden, bis zur Währungsreform 1948 konnten jedoch nur bereits vorhandene Gebäude weiter ausgebaut werden.
In der Nachkriegszeit errichtete die Neuland zahlreiche Gebäude, meist Mietwohnungen. Bis 1959 war sie weitgehend allein für den Neubau von Wohnungen verantwortlich. Stand anfangs noch der Abriss der Barackensiedlungen im Vordergrund, wurden später zahlreiche neue Stadtteile errichtet. Besonders ab 1955, als die Stadt Wolfsburg das Eigentumsrecht an Grund und Boden des Stadtgebietes erhielt, kam es zu einer schnellen Expansion der Stadt.
1972/73 baute die Neuland mit der aus Lübeck stammenden August Haerder & Co GmbH in der Porschestraße das Haerder-City-Center als erstes Einkaufszentrum in der Innenstadt, das verschiedene selbstständige Einzelhandelsgeschäfte unter einem Dach vereinte. Ab 1979 zog die Verwaltung der Neuland nach Westhagen um, so dass 1985/86 ihr bisheriges Verwaltungsgebäude (Unter den Eichen 51/53) zu Seniorenwohnungen umgebaut werden konnte. In den 1980er Jahren begann die Neuland mit dem Verkauf von Mietwohnungen als Eigentumswohnungen, zunächst im Stadtteil Steimker Berg.
In den 2000er Jahren war die Neuland für mehrere Großbauten verantwortlich:
- 2003: BadeLand Wolfsburg, eines der größten Schwimmbäder Norddeutschlands
- 2003: Wolfsburger Hauptniederlassung der Sparkasse Gifhorn-Wolfsburg
- 2005: Science-Center phæno
- 2008/09: Umbau der Lebensmittel-Abteilung des ehemaligen Kaufhauses Hertie zu einer Markthalle[5]

Zum 75-jährigen Geschäftsjubiläum wurde 2013 die Neuland Stiftung gegründet.
2015 beschloss die Neuland, das phæno wegen hoher Folgekosten an die Stadt Wolfsburg abzugeben. Dafür erhielt sie rund 30 Millionen Euro von der Stadt, die seither auch für Reparaturen einstehen muss. 2018 wurde das von der Neuland erbaute Stufenhochhaus, eines der markantesten Wohngebäude des Stadtteils Detmerode, wegen Baufälligkeit abgerissen.